# Roni Fatahillah
Roni Fatahillah (sinh ngày 7 tháng 11 năm 1993) là một cầu thủ bóng đá người Indonesia thi đấu ở Liga 1 với PSMS Medan club ở vị trí hậu vệ.

## Sự nghiệp
Roni bắt đầu sự nghiệp bóng đá với PS Kwarta Deli Serdang sau đó chuyển đến Gresik United and năm 2016 anh gia nhập PSMS Medan.
Năm 2017, anh thi đấu với PSMS Medan ở Liga 2 và họ thành á quân Liga 2 2017 để lên chơi tại Liga 1 2018.

## Danh hiệu

### Câu lạc bộ
- PSMS Medan
  - Á quân Liga 2: 2017.
  - Thứ 4 Piala Presiden: 2018.